# 2012 en Colombie-Britannique
Chronologie de la Colombie-Britannique
- 2008
- 2009
- 2010
- 2011
- 2012
- 2013
- 2014
- 2015
- 2016

Cette page concerne des événements qui se sont produits durant l'année 2012 dans la province canadienne de Colombie-Britannique.

## Politique
- Premier ministre : Christy Clark
- Chef de l'Opposition : Adrian Dix (en)

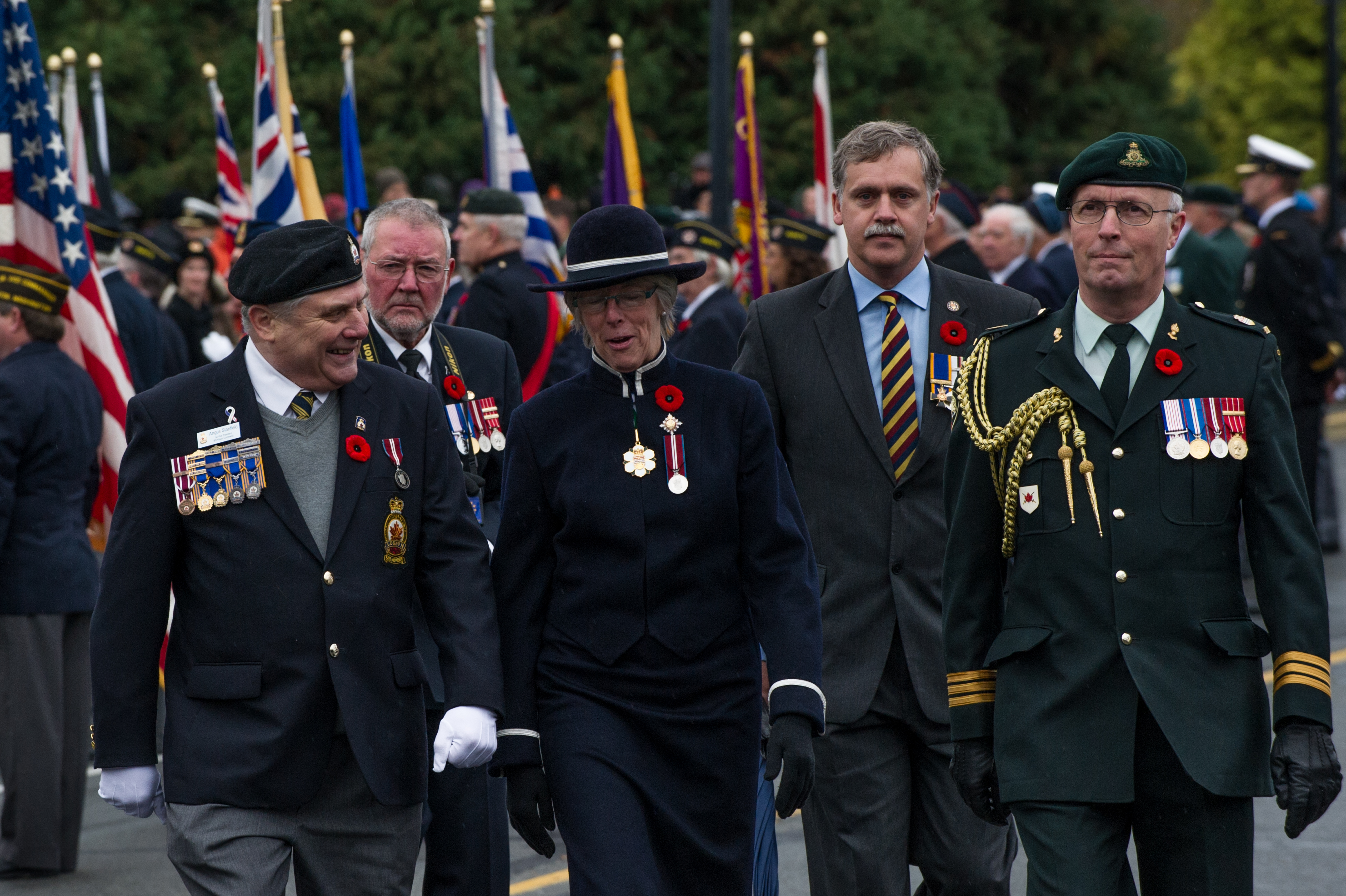
Judith Guichon (au centre)

- Lieutenant-gouverneur : Steven Point puis Judith Guichon
- Législature : 39e

## Événements
- Mise en service du second Pont de Port Mann , pont routier haubané en semi-harpe supportant la TransCanada Highway dans son franchissement de la Fraser river entre Surrey  et Coquitlam[1]. Sa longueur totale est de 2020 mètres, sa portée principale est de 570 mètres.
- 26 novembre : dans les trois élections partielles fédérales, les conservateurs Joan Crockatt et Erin O'Toole remportent l'élection partielle de Calgary-Centre et Durham et le néo-démocrate Murray Rankin l'emporte celle de Victoria.